# Thomas Sjöberg
Thomas Sjöberg, född 6 juli 1952 i Helsingborg, är en svensk före detta fotbollsspelare. Han var framgångsrik i bland annat Malmö FF under 70-talet.  Sjöberg kom till Malmö FF från Eskilsminnes IF som 22-åring 1974, och vann både Allsvenskan och Svenska cupen under sina två första år i klubben. Han spelade även VM 1978 i Argentina. där han gjorde mål mot Brasilien, Sveriges enda mål i den turneringen.
Sjöberg har efter spelarkarriären arbetat som tränare, flera gånger med Roland Andersson. Duon tränade Malmö FF när de för första gången åkte ur Allsvenskan 1999.

## Meriter
Allsvenskan: 1974, 1975
Svenska cupen: 1974, 1975